# 长生镇
长生镇，是中华人民共和国重庆市彭水苗族土家族自治县下辖的一个乡镇级行政单位。

## 行政区划
长生镇下辖以下地区：
长湾村、三合村和龙汇村。